# 前561年
| 千纪： | 前1千纪 |
| 世纪： | 前7世纪 \| 前6世纪 \| 前5世纪 |
| 年代： | 前590年代 \| 前580年代 \| 前570年代 \| 前560年代 \| 前550年代 \| 前540年代 \| 前530年代 |
| 年份： | 前566年 \| 前565年 \| 前564年 \| 前563年 \| 前562年 \| 前561年 \| 前560年 \| 前559年 \| 前558年 \| 前557年 \| 前556年                                                                                |
| 纪年： | 周灵王十一年 魯襄公十二年 齐灵公二十一年 晋悼公十二年 秦景公十六年 宋平公十五年 楚共王三十年 卫献公十六年 陈哀公八年 蔡景侯三十一年 曹成公十七年 郑简公五年 燕武公十三年 吴王寿梦二十五年 杞孝公六年 |

## 大事記
- 楚共王派子囊，秦景公派庶长无地在杨梁（今河南省商丘市东南）会师，攻打宋国。
- 楚共王派司马子庚到秦国聘问，以感谢秦景公将女儿嫁给楚国。

## 逝世
- 九月，壽夢（春秋吳國第十九任君主）